# John Davies (atleta)
John Llewellyn Davies (Londra, 25 maggio 1938 – Auckland, 21 luglio 2003) è stato un mezzofondista neozelandese, vincitore della medaglia di bronzo nei 1500 metri piani ai Giochi olimpici di Tokyo 1964.

## Palmarès
| Anno | Manifestazione          | Sede  | Evento       | Risultato | Prestazione | Note |
| ---- | ----------------------- | ----- | ------------ | --------- | ----------- | ---- |
| 1962 | Giochi del Commonwealth | Perth | Miglio       | Argento   | 4'05"1      |      |
| 1964 | Giochi olimpici         | Tokyo | 1500 m piani | Bronzo    | 3'39"6      |      |